# Astrogorgia sara
Astrogorgia sara är en korallart som beskrevs av Manfred Grasshoff 2000. Astrogorgia sara ingår i släktet Astrogorgia och familjen Plexauridae.
Artens utbredningsområde är Röda havet. Inga underarter finns listade i Catalogue of Life.